# Xanthodaphne pompholyx
Xanthodaphne pompholyx é uma espécie de gastrópode do gênero Xanthodaphne, pertencente à família Raphitomidae.